# IC 1946
IC 1946 је спирална галаксија у сазвјежђу Часовник која се налази на листи објеката дубоког неба у Индекс каталогу.
Деклинација објекта је - 52° 37' 10" а ректасцензија 3h 29m 22,0s. Привидна величина (магнитуда) објекта IC 1946 износи 14,4 а фотографска магнитуда 15,3. IC 1946 је још познат и под ознакама ESO 155-39, DRCG 45-71, PGC 12972.